# Хамфрис, Кэтрин
Кэ́трин Ха́мфрис (фр. Kathryn Humphreys; 19 сентября 1970, Ошава, Онтарио, Канада) — канадская журналистка и телеведущая.

## Биография
Кэтрин Хамфрис родилась 19 сентября 1970 года в Ошаве (провинция Онтарио, Канада) в семье владельца хоккейной команды «Ошава Дженералз». Хамфрис с детства увлекалась спортом, занималась баскетболом, волейболом и футболом. Она окончила Торонтский университет, получив степень в области англистики и в начале 1990-х начала работать спортивным журналистом. Наиболее известна как ведущая передач «CityNews at Six» и «CityNews Tonight».
Кэтрин замужем за ударником музыкальной рок-группы «The Tragically Hip» Джонни Фэеем. У супругов есть сыновья-близнецы, рожденные суррогатной матерью — Финли Фэй и Уилл Фэй (род.16.05.2014).